# Saint-Raphaël (arrondissement)
Saint-Raphaël (em crioulo haitiano: Sen Rafayèl) é um arrondissement do Haiti, situado no departamento do Norte. De acordo com o censo de 2003, Saint-Raphaël tem uma população total de 117.530 habitantes.

## Comunas
O arrondissement de Saint-Raphaël é composto por cinco comunas.
- Dondon
- La Victoire
- Pignon
- Ranquitte
- Saint-Raphaël